# Округ Новата (Оклахома)
Новата (енгл. Nowata County) је округ у америчкој савезној држави Оклахома.

## Демографија
По попису из 2010. године број становника је 10.536, што је 33 (-0,3%) становника мање него 2000. године.
| Група             | 2000.         | 2010.         |
| Белци             | 7.596 (71,9%) | 7.148 (67,8%) |
| Афроамериканци    | 260 (2,5%)    | 208 (2,0%)    |
| Азијати           | 13 (0,1%)     | 7 (0,1%)      |
| Хиспаноамериканци | 130 (1,2%)    | 240 (2,3%)    |
| Укупно            | 10.569        | 10.536        |